# Per Oscarsson
Per Oscar Heinrich Oscarsson (28 de enero de 1927 - 31 de diciembre de 2010) fue un actor sueco conocido por su papel en la película Hunger de 1966. Dicha actuación le valió el Premio del Festival de Cine de Cannes al Mejor Actor.

## Biografía
Oscarsson nació, junto con su hermano gemelo Björn, el 28 de enero de 1927 en Kungsholmen, Estocolmo. Era hijo de Einar Oscarsson, ingeniero, y Therèse née Küppers. Los gemelos tenían dos hermanos mayores. Su madre, que era alemana, murió de cáncer en 1933.
Oscarsson es conocido por su papel de Pontus, un escritor hambriento, en el drama de realismo social Hunger, basado en la novela Hambre, de Knut Hamsun, un papel por el cual ganó el Premio Bodil, el Premio Guldbagge al Mejor Actor y el premio de interpretación masculina en el Festival de Cannes.
La noche del 30 al 31 de diciembre de 2010 se produjo un incendio en la casa de Per Oscarsson y su esposa Kia Östling. La casa ardió por completa hasta los cimientos y solo aguantaron los cimientos y la chimenea. Desde el momento del incendio no se conocieron noticias de Oscarsson. Se descubrió un cuerpo en las ruinas de la casa el día 2 de enero y la policía presumió que era el cuerpo de Oscarsson o el de su esposa. Un día después, se descubrió un segundo cuerpo. El 5 de enero, la policía sueca confirmó las muertes de Oscarsson y su esposa después de comprobar los registros dentales.

## Premios y distinciones
Festival Internacional de Cine de Cannes
| Año  | Categoría   | Película | Resultado |
| ---- | ----------- | -------- | --------- |
| 1966 | Mejor actor | Sult     | Ganador   |